# Pledge
"Pledge" é o décimo oitavo single da banda de rock japonesa the GazettE. Foi lançado em 15 de dezembro de 2010 pela Sony Japan em duas edições e incluído no álbum Toxic.
A canção foi incluída no álbum de grandes êxitos Heterodoxy -Divided 3 Concepts- de 2022 e regravada para o Traces Vol.2 de 2017.

## Promoção e lançamento
Em outubro de 2010, foi anunciado o terceiro single de 2010 da banda: "Pledge", sendo o primeiro em estilo balada desde "Guren" (2008). O videoclipe foi lançado em 26 de novembro, já o single foi lançado em 15 de dezembro em duas edições: a Optical Impression e Auditory Impression. A primeira foi lançada em dois tipos, A e B. O tipo A contém as músicas "Pledge", "The True Murderous Intent" e o videoclipe e o making-of da música "Pledge". O tipo B inclui as duas músicas e um DVD com três canções filmadas em um show no Nippon Budokan em 22 de julho. A segunda edição contém uma faixa extra, "Voiceless Fear".
Em uma parceria entre a banda e a marca de joias Gem Cerey, a canção foi usada como tema de um comercial da empresa, além do vocalista Ruki ter criado peças em colaboração com a marca.
Logo depois do lançamento do single, The Gazette fez sua primeira apresentação no Tokyo Dome.

## Estilo musical e temas
O site de música CD Journal contou que "Pledge", cujo título significa "promessa solene", é uma "balada com o tema de amor eterno" e que é "perfeita para a época de inverno". A assessoria da banda acresentou que expressa "uma emoção honesta e uma visão que lembra um final feliz", comentando sobre a aparição da idol Mai Satoda no comercial da Gem Cerey.

## Desempenho comercial
Alcançou a segunda posição na Oricon Singles Chart, permanecendo na parada por oito semanas. Na parada diária de Rekochoku Uta, alcançou o primeiro lugar pela terceira vez consecutiva após os trabalhos anteriores "Shiver" e "Red".

## Faixas
Optical Impression A
| Disco um (CD) |                             |         |  |
| N.º           | Título                      | Duração |  |
| 1.            | "Pledge"                    | 6:04    |  |
| 2.            | "The True Murderous Intent" | 3:22    |  |

| Disco dois (DVD) |                       |         |  |
| N.º              | Título                | Duração |  |
| 1.               | "Pledge" (Videoclipe) |         |  |
| 2.               | "Making-of Pledge"    |         |  |

Optical Impression B
| Disco um (CD) |                             |         |  |
| N.º           | Título                      | Duração |  |
| 1.            | "Pledge"                    | 6:04    |  |
| 2.            | "The True Murderous Intent" | 3:22    |  |

| Disco dois (DVD) |                                                                                               |         |  |
| N.º              | Título                                                                                        | Duração |  |
| 1.               | "TOUR10 NAMELESS LIBERTY SIX BULLETS-01-" (Ao vivo em 22 de julho de 2010 no Nippon Budokkan) |         |  |
| 2.               | "Shiver"                                                                                      |         |  |
| 3.               | "Discharge"                                                                                   |         |  |
| 4.               | "Swallowtail on the Death Valley"                                                             |         |  |

Auditory Impression
| CD  |                             |         |  |
| N.º | Título                      | Duração |  |
| 1.  | "Pledge"                    | 6:04    |  |
| 2.  | "The True Murderous Intent" | 3:22    |  |
| 3.  | "Voiceless Fear"            | 5:16    |  |

## Ficha técnica
- Ruki – vocais
- Uruha – guitarra solo
- Aoi – guitarra rítmica
- Reita – baixo
- Kai – bateria